# Stadionul Parc
Stadionul "Eugen Șoriceanu" este un stadion multifuncțional din Breaza care este folosit de echipa CSO Tricolorul Breaza.Echipa fondata in anul 1951 care a evoluat in ligile secunde iar acum se afla din Liga a IV-a a județului Prahova.
Stadionul a fost renovat in anul 2021 de catre primaria  orasului Breaza.